# Chronologie de Fréjus

Logo de la ville de Fréjus

Cette chronologie de Fréjus liste les principaux événements qui ont jalonné l'histoire de Fréjus (ancienne Forum Julii), ville française située dans le département du Var en région Provence-Alpes-Côte d'Azur.

## Protohistoire

### Période celtique et gauloise
- La plaine de l'Argens était certainement habitée par le peuple Celto-ligures des Oxybiens dont la capitale était Ægytna.
- Plusieurs vestiges subsistent de cette occupation : une place forte composée de deux enceintes elliptiques de trois à quatre mètres de haut sur le mont Auriasque[1], une petite enceinte et des poteries sur le Bonnet de Capelan[2], des ruines de huttes et d'une muraille datant du IIe siècle av. J.-C. sur le roc du Barban[3].

## Antiquité
- Les Phocéens étaient présents sur la côte méridionale de la Gaule celtique avec les ports de Massalia, Tauroentum, Olbia, Athénopolis, Antipolis et Nikaia, les Ligures possédaient Ægytna.
- 155 av. J.-C.
  - Première confrontation entre les Ligures et les Romains dont Flaminius Popillius Laenas et Pubius dans le port d'Ægytna qui entraîna la guerre conduite par le consul Quintus Opimius.
- 125 av. J.-C.
  - Le consul Fulvius Flaccus revint en Gaule pour battre les Ligures puis Sextius battit les Salyens[4].
- 69 av. J.-C.
  - Le poète Cornelius Gallus naquit dans le village.
- 49 av. J.-C.
  - Date certifiée de la fondation de Forum Julii, en français, le Marché de Jules César. César décida de la création de cette cité pour contrer la toute-puissance de Massalia sur la côte gauloise.
- 43 av. J.-C.
  - Lucius Munatius Plancus et Cicéron citent Forum Julii dans leur correspondance.
- 31 av. J.-C.
  - Octave choisit Forum Julii pour rapatrier les galères prises à Marc Antoine lors de la bataille d'Actium.
- Entre 29 et 27 av. J.-C.
  - Octave honorât la cité en la faisant Colonia Octavanorum, une colonie romaine pour accueillir les vétérans de la Legio VIII Augusta créée par Jules César. Cette nouvelle distinction permit à Forum Julii de devenir un pôle économique important sur la Via Julia Augusta.
- 22 av. J.-C.
  - La colonie est de nouveau honorée en devenant Forum Iulii Octavanorum colonia, quae Pacensis appellatur et Classica. Elle fut élevée au rang de chef-lieu de la nouvelle province proconsulaire de Gaule narbonnaise créées par l'empereur Auguste. Le port creusé dans les marais en plus d'accueillir les navires de commerce était la première base navale romaine en Gaule et le deuxième après Ostie.
- 40
  - Cnaeus Julius Agricola naquît à Forum Julii. Beau-père de Publius Cornelius Tacitus, le récit de sa vie permit de citer Forum Julii comme une « ancienne et illustre colonie ».
- 68 et 70
  - Au cours de la guerre civile de Vindex et de la révolte de Caius Julius Civilis Forum Julii avait selon Tacite « un rôle militaire de poids ».
- Vers 70
  - Le réseau d'égouts était installé, notamment sous le cardo. Cette date pourrait correspondre à la construction de l'aqueduc de Mons à Fréjus.
- À la fin du Ier siècle, un incendie dévaste le quartier artisanal du Pauvadou. De cette époque date aussi la construction du pont des Esclapes à trois arches sur l'Argens.
- 374
  - Édification de la première église, élection de l'évêque Acceptus.
- 400
  - Élection de saint-Léonce, évêque et vicaire apostolique.

## Moyen Âge
- 572
  - Les Lombards ravagent la cité.
- 574
  - Les Saxons ravagent la cité.
- 896
  - Les Sarrasins ravagent la cité.
- 973
  - Guillaume Ier de Provence libère la Provence et donc Fréjus.
- 990
  - L'évêque Riculphe obtient la possession de la cité et du port.
  - Élévation de la Cathédrale Saint-Léonce.
- 1138
  - Le port sert d'abri aux marins génois.
- 1235
  - Définition scellée du bailli de Fréjus de Gonfaron à Cotignac et de la frontière italienne à Artignosc-sur-Verdon.
- 1299
  - Jacques Duèze devient évêque de Fréjus.
- 1347
  - La peste ravage la Provence et la cité.

## Époque moderne
- 1471
  - Deux cent soixante-six feux (habitations) à Fréjus.
- 1475
  - Invasion de pirates barbaresques.
- 1482
  - La peste menace la cité, François de Paule intervient et la protège.
  - Création du parlement d'Aix-en-Provence qui démembre une partie des droits féodaux de l'évêché.
- 1524
  - Invasion de la cité par les autrichiens.
- 1536
  - Charles Quint organise son entrée triomphale dans la commune, la rebaptise « Charleville » et l'érige en duché.
- 1537
  - Il revient à Fréjus pour ravitailler sa flotte.
- Entre 1547 et 1559
  - La commune devient une amirauté.
- De 1561 à 1563
  - Les « Grands jours de Fréjus », les protestants sont pourchassés et massacrés.
- 1564
  - Visite de Charles IX et Catherine de Médicis.
- 1568
  - Massacre du baron de Cipières et de trente-cinq de ses cavaliers, protestants.
- 1580
  - La commune compte six mille habitants.
- 1586
  - L'enceinte est agrandie, une garnison de gascons s'installe dans la commune.
- 1588
  - Massacre de la garnison par les troupes du marquis de Trans.
- 1590
  - Incursion du duc de Savoie jusque Fréjus.
- 1707
  - Invasion du prince Eugène de Savoie.
- 1748
  - Naissance d'Emmanuel-Joseph Sieyès à Fréjus.
- 1772
  - Naissance de Marc-Antoine Désaugiers à Fréjus.
- 1789
  - Emmanuel-Joseph Sieyès est nommé conseiller aux États généraux.

## Époque contemporaine
- 1793
  - Fréjus compte 2 400 habitants.
- 1799
  - Napoléon Ier s'installe dans un hôtel de Fréjus au retour de sa campagne d'Égypte.
- 1808
  - Le pape Pie VII prisonnier séjourne dans un hôtel de Fréjus.
- 1809
  - La commune se dote d'un blason plus en accord avec l'état d'esprit de l'empire.
- 1814
  - Le même pape séjourne à nouveau à Fréjus.
  - Napoléon Ier séjourne une dernière fois à Fréjus avant de s'embarquer pour l'île d'Elbe.
- 1860
  - Décision d'assécher le marais du Grand Escat.
- 1882
  - Location des terrains gagnés aux pêcheurs.
  - Développement de la station de Saint-Aygulf.
- 1896
  - Fréjus compte 3 510 habitants.
- 1905
  - Première corrida aux arènes faisant de Fréjus la ville taurine la plus à l'est du Rhône.
- 1911
  - Création de la base aéronavale.
- 1913
  - Traversée de la Méditerranée par Roland Garros au départ de Fréjus.
- 1915
  - Création du camp d'accueil pour les régiments coloniaux.
- 1917
  - Construction de la pagode.
- 1920
  - Création du quartier touristique de Fréjus-Plage.
- 1926
  - Élargissement de la base aéronavale.
- 1928
  - Construction de la mosquée Missiri.
- 1932
  - Nouvel élargissement de la base aéronavale.
- 1942
  - Traversée de la commune par les troupes italiennes fascistes.
  - La Luftwaffe occupe la base aéronavale.
- 1944
  - Le 15 août, débarquement de Provence, en partie sur les plages de Fréjus et Villepey.
  - Le 18 août, libération de la commune.
- 1947
  - Naissance de Claude Carrara à Fréjus.
  - Naissance de Pierre Maille à Fréjus.
- 1958
  - Démembrement de l'évêché au profit de Toulon.
  - Tournage des scènes extérieures du film Toi, le venin.
- 1959
  - Catastrophe du barrage de Malpasset.
- 1961
  - Visite du général Charles de Gaulle.
- 1963
  - Mise en place du jumelage avec Triberg im Schwarzwald.
  - Construction de la chapelle Cocteau.
- 1968
  - Fréjus devient marraine de l'escadron de transport 3/60 Esterel.
- 1970
  - Naissance d'Odiah Sidibé à Fréjus.
- 1973
  - Naissance de Yacine Douma à Fréjus.
- 1977
  - Naissance de Guillaume Delmotte à Fréjus.
- 1978
  - Installation du 4e régiment d'infanterie marine.
  - Naissance de Mario Espartero.
- 1980
  - Installation du 21e régiment d'infanterie de marine.
  - Mise en place du jumelage avec Fredericksburg.
- 1982
  - Naissance de Jean-Philippe Grandclaude à Fréjus.
- 1984
  - Mise en place du jumelage avec Paola.
- 1985
  - Mise en place du jumelage avec Dumbéa.
  - Naissance de Marc Andreu à Fréjus.
  - Naissance de Xavier Corosine à Fréjus.
- 1987
  - Convention du Parti républicain à Fréjus.
  - Naissance de Kevin Constant à Fréjus.
- 1989
  - Inauguration du bassin de Port-Fréjus.
- 1991
  - La ville devient marraine du  TCD Foudre.
- 1993
  - La commune accueille une épreuve de la Coupe Davis.
- 1995
  - Démantèlement de la base aéronavale.
- 1997
  - Mise en place du jumelage avec Tabarka.
- 1999
  - Fréjus compte 46 801 habitants.
- 2001
  - Neuf cent huit clandestins kurdes s'échouent dans une crique à Saint-Raphaël, et sont regroupés à l'ancienne intendance militaire de Fréjus.

## Pour approfondir